# Algebraische Zahl

Die Quadratwurzel aus 2 ist eine algebraische Zahl, denn sie ist Lösung der Gleichung

In der Mathematik ist eine algebraische Zahl {\displaystyle x} eine reelle oder komplexe Zahl, die Nullstelle eines Polynoms vom Grad größer als Null (nicht-konstantes Polynom)
{\displaystyle f(x)=a_{n}x^{n}+a_{n-1}x^{n-1}+\dotsb +a_{1}x+a_{0}}
mit rationalen Koeffizienten {\displaystyle a_{k}\in \mathbb {Q} } für {\displaystyle k=0,\dotsc ,n} und {\displaystyle a_{n}\neq 0} ist, also eine Lösung der Gleichung {\displaystyle f(x)=0}.
Die so definierten algebraischen Zahlen bilden eine echte Teilmenge {\displaystyle \mathbb {A} } der komplexen Zahlen {\displaystyle \mathbb {C} }. Offenbar ist jede rationale Zahl {\displaystyle q} algebraisch, da sie die Gleichung {\displaystyle x-q=0} löst. Es gilt also {\displaystyle \mathbb {Q} \subsetneq \mathbb {A} \subsetneq \mathbb {C} }.
Ist eine reelle (oder allgemeiner komplexe) Zahl nicht algebraisch, so heißt sie transzendent.
Die ebenfalls gebräuchliche Definition der algebraischen Zahlen als Nullstellen von Polynomen mit ganzzahligen Koeffizienten ist äquivalent zur oben angegebenen: Jedes Polynom mit rationalen Koeffizienten kann durch Multiplikation mit dem Hauptnenner der Koeffizienten in eines mit ganzzahligen Koeffizienten umgewandelt werden. Das entstehende Polynom hat dieselben Nullstellen wie das Ausgangspolynom.
Polynome mit rationalen Koeffizienten kann man normieren, indem man alle Koeffizienten durch den Koeffizienten {\displaystyle a_{n}} dividiert. Nullstellen von normierten Polynomen, deren Koeffizienten ganzzahlig sind, nennt man ganzalgebraische Zahlen oder auch ganze algebraische Zahlen. Die ganzalgebraischen Zahlen bilden einen Unterring der algebraischen Zahlen, der aber nicht faktoriell ist. Zum allgemeinen Begriff der Ganzheit siehe Ganzheit (kommutative Algebra).
Man kann den Begriff der algebraischen Zahl zu dem des algebraischen Elements erweitern, indem man die Koeffizienten des Polynoms statt aus {\displaystyle \mathbb {Q} } aus einem beliebigen Körper entnimmt.

## Grad und Minimalpolynom einer algebraischen Zahl
Für viele Untersuchungen algebraischer Zahlen sind der im Folgenden definierte Grad und das Minimalpolynom einer algebraischen Zahl wichtig.
Ist {\displaystyle x} eine algebraische Zahl, die eine algebraische Gleichung
{\displaystyle f(x)=x^{n}+a_{n-1}x^{n-1}+\dotsb +a_{1}x+a_{0}=0}
mit {\displaystyle n\geq 1}, {\displaystyle a_{k}\in \mathbb {Q} } erfüllt, aber im Fall {\displaystyle n\geq 2} keine derartige Gleichung geringeren Grades, dann nennt man {\displaystyle n} den Grad von {\displaystyle x}. Damit sind alle rationalen Zahlen vom Grad 1. Alle irrationalen Quadratwurzeln rationaler Zahlen sind vom Grad 2.
Die Zahl {\displaystyle n} ist gleichzeitig der Grad des Polynoms {\displaystyle f}, des sogenannten Minimalpolynoms von {\displaystyle x}.

## Beispiele
- Beispielsweise ist {\displaystyle {\sqrt {2}}} eine ganze algebraische Zahl, denn sie ist eine Lösung der Gleichung {\displaystyle x^{2}-2=0}. Ebenso ist die imaginäre Einheit {\displaystyle i} als Lösung von {\displaystyle x^{2}+1=0} ganzalgebraisch.
- {\displaystyle {\sqrt {2}}+{\sqrt {3}}} ist eine ganze algebraische Zahl vom Grad 4. Siehe dazu Beispiel für algebraisches Element.
- {\displaystyle {\tfrac {1}{2}}} und {\displaystyle {\tfrac {1}{\sqrt {2}}}} sind Beispiele für algebraische Zahlen 1. bzw. 2. Grades, die nicht ganzalgebraisch sind.
- Gegen Ende des 19. Jahrhunderts wurde bewiesen, dass die Kreiszahl {\displaystyle \pi } und die Eulersche Zahl {\displaystyle e} nicht algebraisch sind.[3] Von anderen Zahlen, wie zum Beispiel {\displaystyle \pi +e}, weiß man bis heute nicht, ob sie algebraisch oder transzendent sind. Siehe dazu den Artikel Transzendente Zahl.

## Eigenschaften
Die Menge der algebraischen Zahlen ist abzählbar und bildet einen Körper.
Der Körper der algebraischen Zahlen ist algebraisch abgeschlossen, d. h., jedes Polynom mit algebraischen Koeffizienten besitzt nur algebraische Nullstellen. Dieser Körper ist ein minimaler algebraisch abgeschlossener Oberkörper von {\displaystyle \mathbb {Q} } und ist damit dessen algebraischer Abschluss. Man schreibt ihn oft als {\displaystyle {\overline {\mathbb {Q} }}} (für „algebraischer Abschluss von {\displaystyle \mathbb {Q} }“; verwechselbar mit anderen Abschlussbegriffen) oder als {\displaystyle \mathbb {A} } (für „Algebraische Zahlen“).
Oberhalb des Körpers der rationalen Zahlen und unterhalb des Körpers der algebraischen Zahlen befinden sich unendlich viele Zwischenkörper, etwa die Menge aller Zahlen der Form {\displaystyle a+b\cdot q}, wobei {\displaystyle a} und {\displaystyle b} rationale Zahlen sind sowie {\displaystyle q} irrational und Quadratwurzel einer rationalen Zahl {\displaystyle r} ist. Auch der Körper der mit Zirkel und Lineal aus {\displaystyle \{0,1\}} konstruierbaren Punkte der komplexen Zahlenebene ist ein solcher algebraischer Zwischenkörper.
Im Rahmen der Galoistheorie werden diese Zwischenkörper untersucht, um so tiefe Einblicke über die Lösbarkeit oder Nichtlösbarkeit von Gleichungen zu erhalten. Ein Resultat der Galoistheorie ist, dass zwar jede komplexe Zahl, die man aus rationalen Zahlen durch Verwendung der Grundrechenarten (Addition, Subtraktion, Multiplikation und Division) sowie durch Ziehen n-ter Wurzeln (n eine natürliche Zahl) erhalten kann (man nennt solche Zahlen „durch Radikale darstellbar“), algebraisch ist, umgekehrt aber algebraische Zahlen existieren, die man nicht in dieser Weise darstellen kann; alle diese Zahlen sind Nullstellen von Polynomen mindestens 5. Grades.